# 前田すえこのいいことありそうウィークエンド
『前田すえこのいいことありそうウィークエンド』（まえだすえこのいいことありそうウィークエンド）は、1989年4月7日から2008年3月29日までラジオ沖縄で放送されていたワイド番組である。

## 概要
平成元年の春から19年にわたって放送されていた土曜午前の生ワイド番組。番組の基本コンセプトは「沖縄を遊んでしまおう」で、地元沖縄に関するさまざまな情報コーナーや企画コーナーを設けていた。
中でも、沖縄方言（ウチナーグチ）をリスナーとともに面白おかしく検証する「沖縄探検隊」のコーナーに関しては日に2回もしくは3回行う、リスナーからの投稿ネタをまとめて本にするなどの力の入れ様を見せた。交通情報やラジオショッピングなどの一般的なワイド番組が取り扱うコーナーもあったが、番組のメインはあくまで「沖縄探検隊」であった。番組放送当時のラジオ沖縄公式サイトには、本番組をバラエティ番組とする記述も見られた。

## 放送時間
いずれも日本標準時。
- 土曜 7:00 - 12:00 （1989年4月7日 - 2003年9月27日）
- 土曜 7:00 - 11:00 （2003年10月4日 - 2008年3月29日） - ニッポン放送『ゴッドアフタヌーン アッコのいいかげんに1000回』のネット開始によって60分縮小。
- 土曜 9:00 - 12:00 という時期もあった[いつ?]。

## 出演者・スタッフ
- 前田すえこ - メインパーソナリティ。
- 高良茂
- 新城和博[4]（1989年4月 - 2002年3月） - 解説・コメンテーター。初代沖縄探検隊隊長。
- 本村ひろみ[4] - パーソナリティ・リポーター。
- 石川直和[4] - ディレクター。
- 山下リサ[4] - AD。
- 真栄城正樹[1]（2002年4月 - 2007年3月） - 2代目沖縄探検隊隊長。
- 益田優美香[1] - AD。
- ベンビー - 3代目沖縄探検隊隊長。

## タイムテーブル
2005年12月時点でのデータを記載。
- 7:000 オープニング
- 7:030 ニュース・天気予報
- 7:100 アミューズメントワールド（ニッポン放送製作）
- 7:250 うきうき週末情報
- 7:500 ラジオ・ナビ（ニッポン放送製作）
- 8:000 ピックアップ・ソング
- 8:150 県産品ミュージック
- 8:200 週末交通情報
- 8:300 リクエストタイム
- 8:550 テレマートラジオショッピング
- 9:000 沖縄探検隊・パート1
- 9:200 トヨタ プレシャス・ボックス! （ニッポン放送製作）
- 9:300 テレフォン人生相談（ニッポン放送製作）
- 9:450 血液センター便り
- 9:500 土曜花市場
- 10:00 電リクいきなりクイズ
- 10:20 釣り鯛ム・まいタイム
- 10:30 ちゅら海カフェ
- 10:40 沖縄探検隊・パート2

## 関連書籍
いずれもラジオ沖縄「前田すえこのいいことありそうウィークエンド」沖縄探検隊 編、ボーダーインク 刊。
- 笑う！うちなーぐちFAX小全（1994年6月23日 第一刷 / ISBN 4-938923-28-9）[6][7]
- 笑う！うちなーぐちFAX小全 2 （たーち）（1997年8月15日 第一刷 / ISBN 4-938923-57-2）[6][8]
- カンナジ笑う！うちなーぐちFAX小全 3 （みーち）（2000年7月7日 第一刷 / ISBN 4-89982-001-1）[9]